# Berlin/Bonn-Gesetz
Das Berlin/Bonn-Gesetz regelt unter anderem den Umzug von Parlament und Teilen der Regierung von Bonn nach Berlin sowie den Umzug von Bundesbehörden und anderer Bundeseinrichtungen in die Bundesstadt Bonn. Es ist eine Folge des sogenannten Hauptstadtbeschlusses vom 20. Juni 1991, in dem die Bundeshauptstadt Berlin auch zum Regierungssitz bestimmt wurde. Hauptstadt des vereinigten Deutschlands war Berlin bereits mit dem Einigungsvertrag zum 3. Oktober 1990 geworden. Das Berlin/Bonn-Gesetz wurde am 26. April 1994 verabschiedet.
Das Gesetz legte fest, dass sich in beiden Städten Bundesministerien befinden. Die Aufteilung lag in der Kompetenz des Bundeskanzlers. Allerdings gab es für die Stadt Bonn Zusagen über den Erhalt des Politikstandortes Bonn, für den „der größte Teil der Arbeitsplätze der Bundesministerien […] erhalten bleibt.“ (§ 4 Abs. 4) Außerdem darf Bonn seit der Verkündung des Berlin/Bonn-Gesetzes den deutschlandweit einmaligen Namenszusatz „Bundesstadt“ führen. Eine sogenannte „Ausgleichsvereinbarung“, die die weiteren Modalitäten regelt und das Gesetz ergänzt, wurde am 29. Juni 1994 verabschiedet.
Die Umsetzung erfolgte schrittweise. Den Höhepunkt erreichte der Umzug 1999 mit dem Wechsel des Bundestages in das Reichstagsgebäude in Berlin. So transportierten im Juli desselben Jahres 24 Züge etwa 50.000 Kubikmeter Umzugsgut, darunter ca. 36.000 Bücher und 11.000 Meter Akten nach Berlin. Ebenfalls wechselten zwei der über 20 Bundesbehörden aus Berlin und dem Rhein-Main-Gebiet in jenem Jahr nach Bonn: der Bundesrechnungshof und das Bundeskartellamt.
Das Kabinett Merkel IV erklärte sich 2018 dazu bereit, mit der Region Bonn einen „Bonn-Vertrag“ auszuverhandeln. Die Umsetzung obliegt seit dem Regierungswechsel 2021 der Bundesministerin für Wohnen, Stadtentwicklung und Bauwesen, die gleichzeitig „Beauftragte der Bundesregierung für den Berlin-Umzug und den Bonn-Ausgleich“ ist.
Der Bundesrat als zweites Organ der Gesetzgebung und Vertretung der Länder auf Bundesebene wird von dem Gesetz nicht umfasst, da er 1991 noch dafür gestimmt hatte, in Bonn zu verbleiben und der Beschluss, nach Berlin umzuziehen, erst 1996 nach der Verabschiedung dieses Gesetzes gefällt wurde.

## Dienstsitz-Regelungen nach dem Umzug

### Bundestag, Bundeskanzleramt und Bundespräsidialamt
Das Bundeskanzleramt sowie das Bundespräsidialamt unterhalten seit dem Umzug nach Berlin einen Zweitsitz in Bonn, das Bundeskanzleramt im Palais Schaumburg, das Bundespräsidialamt in der Villa Hammerschmidt. Sie dienen sowohl der jeweiligen Behörde als Zweitsitz, als auch Bundeskanzler und Bundespräsidenten selbst.
Der Bundestag hat als einzigen Sitz das Reichstagsgebäude in Berlin und keinen Zweitsitz in Bonn.

### Bundesministerien
Gemäß § 4 des Berlin/Bonn-Gesetzes befinden sich Bundesministerien in der Bundeshauptstadt Berlin und in der Bundesstadt Bonn. Die in der Bundesstadt verbleibenden Bundesministerien sollen auch einen Dienstsitz in der Bundeshauptstadt erhalten; dementsprechend sollen die ihren Sitz in Berlin nehmenden Bundesministerien auch einen Dienstsitz in Bonn behalten. Derzeit (Kabinett Scholz, Stand 2022) haben neun Ministerien ihren ersten Dienstsitz in Berlin und folgende sechs Ministerien in Bonn:
- Bundesministerium der Verteidigung (BMVg)
- Bundesministerium für Ernährung und Landwirtschaft (BMEL)
- Bundesministerium für wirtschaftliche Zusammenarbeit und Entwicklung (BMZ)
- Bundesministerium für Umwelt, Naturschutz, nukleare Sicherheit und Verbraucherschutz (BMUV)
- Bundesministerium für Gesundheit (BMG)
- Bundesministerium für Bildung und Forschung (BMBF)

## Umgezogene Bundesbehörden
Diese Bundesbehörden zogen nach Bonn um:
- Bundesamt für Ernährung und Forstwirtschaft von Frankfurt am Main und Bundesanstalt für landwirtschaftliche Marktordnung von Frankfurt am Main (1995 zusammengelegt in der Bundesanstalt für Landwirtschaft und Ernährung)
- Bundeskartellamt von Berlin
- Bundesrechnungshof von Frankfurt am Main
- Bundesversicherungsamt von Berlin
- Bundesaufsichtsamt für das Kreditwesen (Berlin) und Bundesaufsichtsamt für das Versicherungswesen (Berlin) (2002 mit dem Bundesaufsichtsamt für den Wertpapierhandel, Frankfurt am Main, zur Bundesanstalt für Finanzdienstleistungsaufsicht verschmolzen)
- Bundesinstitut für Berufsbildung von Berlin
- Bundesgesundheitsamt von Berlin (aufgelöst, Bundesinstitut für Arzneimittel und Medizinprodukte ist verblieben)
- Zentralstelle Postbank (im Zuge der Postreform II aufgelöst)
- Zentralstelle für Arbeitsvermittlung von Frankfurt am Main (jetzt: Zentrale Auslands- und Fachvermittlung)

Errichtet wurden in Bonn:
- Zentralstelle des Eisenbahn-Bundesamtes
- Hauptverwaltung des Bundeseisenbahnvermögens (im weiteren Sinne Nachfolger der Hauptverwaltung der Deutschen Bundesbahn, Frankfurt/Main)
- Bundeszentralamt für Steuern
- Bundesamt für Justiz

Teilweise verlagert wurden:
- Bundesforschungsanstalt für Landeskunde und Raumordnung und Bundesbaudirektion (2002 zusammengelegt zum Bundesamt für Bauwesen und Raumordnung, erster Dienstsitz in Bonn)
- Statistisches Bundesamt (Hauptsitz Wiesbaden, Außenstelle Berlin)
- Bundesamt für Strahlenschutz (Hauptsitz Salzgitter, Außenstelle Berlin).

## Vereinbarungen zwischen Bund und der Region Bonn

### Ausgleichsvereinbarung
Das Berlin/Bonn-Gesetz ist auch Grundlage der Vereinbarung über die Ausgleichsmaßnahmen für die Region Bonn vom 29. Juni 1994, die ein Fördervolumen von 1,437 Milliarden Euro im Zeitraum 1995 bis 2004 vorsah. Zur Konkretisierung der in der Ausgleichsvereinbarung festgelegten sowie der noch nicht festgelegten Maßnahmen und zur Koordination des Einsatzes der Fördermittel wurde der sog. Koordinierungsausschuss gebildet. Den Vorsitz in diesem Ausschuss hatte der jeweilige Bundesbauminister inne, der „Beauftragter der Bundesregierung für den Berlin-Umzug und den Bonn-Ausgleich“ ist. Von den zwölf Stimmen in dem Ausschuss entfielen drei auf den Bund, der ein Vetorecht besaß, sowie insgesamt neun auf die Länder Nordrhein-Westfalen und Rheinland-Pfalz, die Stadt Bonn sowie den Rhein-Sieg-Kreis und den Landkreis Ahrweiler. Die konstituierende Sitzung des Ausschusses erfolgte im April 1995, die letzte im Jahre 1999.
Mit der Ausgleichsvereinbarung wurden verschiedene Ausgleichsmaßnahmen und konkrete Aktionspläne wie die Gründung der Hochschule Bonn-Rhein-Sieg gefördert, ein Großteil des Geldes entfiel dabei mit 861 Millionen Euro auf den Wissenschaftsbereich. Die restlichen Gelder teilten sich wie folgt auf: der Kulturstandort wurde mit 60 Millionen Euro gefördert, der wirtschaftliche Strukturwandel der Region (u. a. Gewerbegebiete) mit rund 74 Millionen Euro, in den Verkehrsbereich (Bahnanbindung des Flughafens) flossen circa 256 Millionen Euro, an Soforthilfe wurden 97 Millionen Euro gezahlt und auf Grundstücksleistungen entfielen ungefähr 51 Millionen Euro. Das bedeutendste Ausgleichsprojekt, die 2015 weitgehend abgeschlossene Erweiterung des Internationalen Kongresszentrums Bundeshaus Bonn (World Conference Center) wurde mit einer Rücklage von 43,42 Millionen Euro sowie der Überlassung von Grundstücken im Wert von 43,46 Millionen Euro unterstützt.

### „Bonn-Vertrag“
Im März 2018 erklärte sich die Bundesregierung dazu bereit, mit der Region um Bonn einen das Gesetz und die Ausgleichsvereinbarung ergänzenden „Bonn-Vertrag“ auszuverhandeln, der unter anderem einen weiteren finanziellen Ausgleich Bonns vorsieht. Im Gegenzug könnten Arbeitsplätze der Ministerien allerdings nach Berlin verlagert werden. Im Rahmen der Koalitionsverhandlungen der Ampel-Koalition 2021 setzten sich die Bonner Bundestagsabgeordneten Jessica Rosenthal und Alexander Graf Lambsdorff dafür ein, dieses Vorhaben im Koalitionsvertrag zu verankern. Mit der Verabschiedung eines ersten Eckpunktepapiers durch Bundesbauministerin Klara Geywitz wurde im Sommer 2022 für das Ende desselben Jahres gerechnet. Anfang 2024 stellte die Bundesbauministerin Klara Geywitz die Eckpunkte für den Bonn-Vertrag vor. Darin wird unter anderem eine weitere Stärkung der internationalen Organisationen in Bonn, ein Ausbau der Kompetenzen im Bereich der Cyber-Security sowie eine Unterstützung der Beethoven-Pflege in Bonn festgehalten. Der Bonn-Vertrag soll noch im Jahr 2024 verabschiedet werden.

## Föderalismusreform
Die im Berlin/Bonn-Gesetz geregelte Eigenschaft Berlins als Bundeshauptstadt wurde im Rahmen der Föderalismusreform mit Wirkung vom 1. September 2006 in das Grundgesetz (GG) übernommen. Art. 22 GG lautet nunmehr: „Die Hauptstadt der Bundesrepublik Deutschland ist Berlin. Die Repräsentation des Gesamtstaates in der Hauptstadt ist Aufgabe des Bundes. Das Nähere wird durch Bundesgesetz geregelt.“ Die bisherige Regelung über die Bundesflagge („Die Bundesflagge ist schwarz-rot-gold.“) wurde Art. 22 Abs. 2 GG. Ein Ausführungsgesetz zum neuen Verfassungsartikel existiert bislang nicht.